# Variedad de Riemann

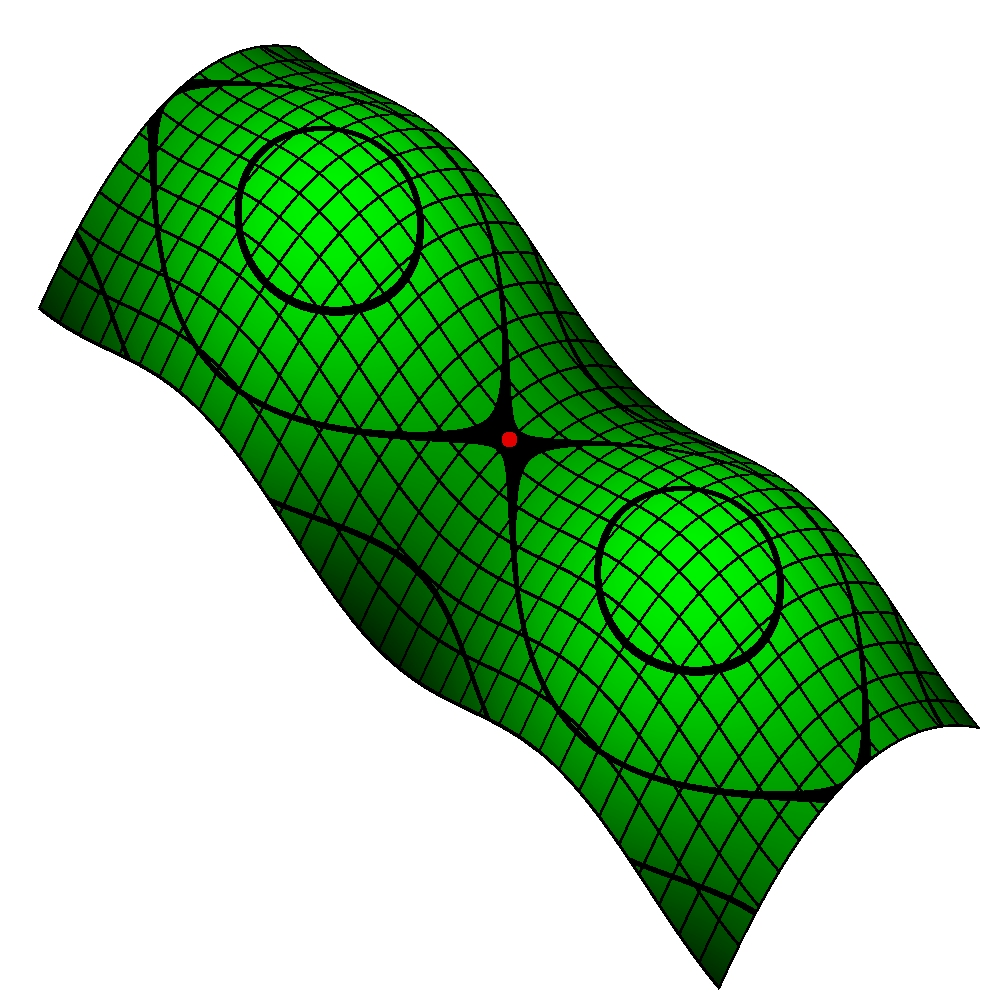
Ejemplo de variedad de Riemann bidimensional con un sistema de coordenadas ortogonales definido sobre ella, y varias subvariedades curvas de la misma.

En la geometría de Riemann, una variedad de Riemann es una variedad diferenciable real en la que cada espacio tangente se equipa con un producto interno de manera que varíe suavemente punto a punto. Esto permite que se definan varias nociones métricas como longitud de curvas, ángulos, áreas (o volúmenes), curvatura, gradiente de funciones y divergencia de campos vectoriales.

## Introducción
Una variedad de Riemann es una generalización del concepto métrico, diferencial y topológico del espacio euclidiano a objetos geométricos que localmente tienen la misma estructura que el espacio euclidiano pero globalmente pueden representar forma "curva". De hecho, los ejemplos más sencillos de variedades de Riemann son precisamente superficies curvas de {\displaystyle \mathbb {R} ^{3}} y subconjuntos abiertos de {\displaystyle \mathbb {R} ^{n}}.
La estructura matemática de la geometría riemanniana permite extender a subconjuntos curvos o hipersuperficies del espacio euclidiano, las nociones métricas de longitud de una curva, área de una superficie, (hiper)volumen o ángulo entre dos curvas. Esto se realiza definiendo en cada punto un objeto matemático llamado tensor métrico que permite especificar un procedimiento para medir distancias, y por tanto definir cualquier otro concepto métrico basado en distancias y sus variaciones.
Desde el punto de vista matemático una variedad de Riemann es una tripleta del tipo:

{\displaystyle ({\mathcal {M}},\{\phi _{\alpha }\},g)}

Donde:
{\displaystyle ({\mathcal {M}},\{\phi _{\alpha }\})} es una variedad diferenciable en la que se ha especificado el conjunto de cartas locales.
{\displaystyle g\,} es una aplicación bilineal definida positiva desde el espacio tangente a la variedad: {\displaystyle g:TM\times TM\to \mathbb {R} .}
En particular, la métrica g permite definir en cada espacio tangente una norma ||.|| mediante 
{\displaystyle ||X||={\sqrt {g(X,X)}}.}

### Variedades riemannianas como subvariedades
Una forma sencilla de construir variedades riemannianas es buscar subconjuntos "suaves" del espacio euclidiano. De hecho, cada subvariedad diferenciable de Rn tiene una métrica de Riemann inducida: el producto interno en cada fibra tangente es la restricción del producto interno en Rn.
De hecho, como se sigue del teorema de inmersión de Nash, todas las variedades de Riemann se pueden considerar subvariedades diferenciables de {\displaystyle \mathbb {R} ^{D}}, para algún D. En particular se puede definir una variedad de Riemann como un espacio métrico que es isométrico a una subvariedad diferenciable de RD con la métrica intrínseca inducida. Esta definición puede no ser teóricamente suficientemente flexible, pero es muy útil al construir las primeras intuiciones geométricas en la geometría de Riemann.
En general una subvariedad de {\displaystyle \mathbb {R} ^{n}}, dimensión m, vendrá definida localmente por un conjunto de aplicaciones diferenciables del tipo:

{\displaystyle \mathbf {x} =\mathbf {f} (u^{1},\dots ,u^{m}),\ {\mbox{con}}\ x^{i}=f_{i}(u^{1},\dots ,u^{m})\ i\in \{1,\dots ,n\}}

Por lo que matricialmente se tendrá en cada punto de coordenadas asociadas ui que el tensor métrico puede expresarse en coordenadas locales en términos de la matriz jacobiana de f:

{\displaystyle G={(\phi _{\alpha })}_{*}(g)=D\mathbf {f} ^{T}D\mathbf {f} ,\qquad G=\sum _{i,j=1}^{m}G_{ij}du^{i}\otimes du^{j}}

En este caso las {\displaystyle (u^{1},\dots ,u^{m})} harían el papel de coordenadas locales sobre la subvariedad.

### Variedades riemannianas como secciones diferenciables
Una variedad de Riemann se define generalmente como variedad diferenciable con una sección diferenciable de formas cuadráticas positivo-definidas en el fibrado tangente. Entonces se tiene trabajo en demostrar que puede ser convertido en un espacio métrico:
Si γ: [a, b] → M es una curva continuamente diferenciable en la variedad de Riemann M, entonces se define su longitud L(γ) como

{\displaystyle L(\gamma )=\int _{a}^{b}\|\gamma '(t)\|\;dt}

(nótese que el γ'(t) es un elemento del espacio tangente a M en el punto γ(t); ||.||denota la norma resultante del producto interno dado en ese espacio tangente.)
Con esta definición de longitud, cada variedad de Riemann conexa M se convierte en un espacio métrico (e incluso un espacio métrico con longitud) de un modo natural: la distancia d(x, y) entre los puntos x y y en M se define como
d (x, y) = inf { L(γ): γ es una curva continuamente diferenciable que conecta a x y y }.

## Conceptos métricos

### Líneas geodésicas
Aunque las variedades de Riemann son generalmente "curvas", no obstante, podemos encontrar que dados dos puntos diferentes y suficientemente cercanos existe una curva de longitud mínima (aunque esta no tiene por qué ser única). Estas líneas de mínima longitud se llaman líneas geodésicas y son una generalización del concepto "línea recta" o "línea de mínima longitud". Estas son las curvas que localmente conectan sus puntos a lo largo de las trayectorias más cortas.
Así dada una curva {\displaystyle \gamma :[a,b]\rightarrow M} contenida en una variedad riemanniana M, definimos la longitud de dicha curva L(γ) mediante el vector tangente a la misma y las componentes gij del tensor métrico g del siguiente modo:

{\displaystyle L(\gamma )=\int _{a}^{b}{\sqrt {\sum _{i,j}g_{ij}x'_{i}(t)x'_{j}(t)}}\ dt}

Donde xi(t) es la expresión paramétrica de los puntos de la curva parametrizada mediante el parámetro t. Usando los símbolos de Christoffel asociadas a la conexión sin torsión, la curva geodésica de mínima longitud que pasan por un punto x0 y tiene el vector tangente v satisface la siguiente ecuación:

{\displaystyle {\frac {d^{2}x^{\mu }}{dt^{2}}}+\sum _{\sigma ,\nu }\Gamma _{\sigma \nu }^{\mu }{\frac {dx^{\sigma }}{dt}}{\frac {dx^{\nu }}{dt}}=0}

Puede probarse que la ecuación anterior puede obtenerse por métodos variacionales, concretamente podemos de las ecuaciones de Euler-Lagrange para un lagrangiano construido a partir de la forma cuadrática asociada al tensor métrico.

### Longitud, ángulo y volumen
En una variedad riemanniana la existencia de un tensor métrico permite extender las nociones euclideas de longitud, ángulo entre dos curvas en un punto (o dos vectores del espacio tangente de un punto) o el volumen de una región de dicha variedad.
- La longitud de un segmento de una curva dada parametrizada por {\displaystyle t\,}, desde {\displaystyle a\,} hasta {\displaystyle b\,}, se define como:

{\displaystyle L=\int _{a}^{b}{\sqrt {g_{ij}{\dot {x}}^{i}{\dot {x}}^{j}}}\ dt}

- El ángulo entre dos  vectores U y V (o entre dos curvas cuyos vectores  tangentes sean U y V ) se define como:

{\displaystyle \cos \theta ={\frac {g_{ij}U^{i}V^{j}}{\sqrt {|g_{ij}U^{i}U^{j}||g_{ij}V^{i}V^{j}|}}}}

- El n-volumen de una región R de una variedad de dimensión n viene dado por la integral extendida a dicha región de la n-forma de volumen:

{\displaystyle V_{R}=\int _{R}{\sqrt {|g|}}\ dx^{1}\land dx^{2}\land ...\land dx^{n}}

Además de esto se pueden definir medidas de dimensionalidad 1< d < n para regiones de subvariedades contenidas en la variedad original, lo cual permite definir d-áreas ciertos subconjuntos de la variedad.

### Producto interno
El producto interno en Rn (el producto escalar euclidiano familiar) permite que se defina longitudes de vectores y ángulos entre vectores. Por ejemplo, si a y b son vectores en Rn, entonces a² es la longitud al cuadrado del vector, y a * b determina el coseno del ángulo entre ellos (a * b = ||a|| ||b|| cos θ). El producto interno es un concepto del álgebra lineal que se puede definir para cualquier espacio vectorial. Desde el fibrado tangente de una variedad diferenciable (o de hecho, cualquier fibrado vectorial sobre una variedad) es, considerado punto a punto, un espacio vectorial, puede llevar también un producto interno. Si el producto interno en el espacio tangente de una variedad se define suavemente, entonces los conceptos que eran solamente punto a punto definido en cada espacio tangente se pueden integrar, para rendir nociones análogas en regiones finitas de la variedad. En este contexto, el espacio tangente se puede pensar como traslación infinitesimal en la variedad. Así, el producto interno en el espacio tangente da la longitud de una traslación infinitesimal. La integral de esta longitud da la longitud de una curva en la variedad. Para pasar de un concepto algebraico lineal a uno geométrico diferencial, el requisito de suavidad es importante, en muchos casos.

### Curvatura
En una variedad riemanniana las geodésicas alrededor de un punto exhiben comportamientos atípicos respecto a la geometría euclidiana. Por ejemplo en un espacio euclidiano pueden darse líneas rectas paralelas cuya distancia se mantiene constante, sin embargo, en una variedad riemanniana los haces de geodésicas tienden a divergir (curvatura negativa) o a converger (curvatura positiva), según sea la curvatura seccional de dicha variedad. Todas las curvaturas pueden ser representadas adecuadamente por el tensor de curvatura Riemann que es definible a partir de derivadas de primer y segundor orden del tensor métrico. El tensor de curvatura en términos de los símbolos de Christoffel y usando el convenio de sumación de Einstein viene dado por:

{\displaystyle {R^{\rho }}_{\sigma \mu \nu }=\partial _{\mu }\Gamma _{\nu \sigma }^{\rho }-\partial _{\nu }\Gamma _{\mu \sigma }^{\rho }+\Gamma _{\mu \lambda }^{\rho }\Gamma _{\nu \sigma }^{\lambda }-\Gamma _{\nu \lambda }^{\rho }\Gamma _{\mu \sigma }^{\lambda }}

Una relación interesante que aclara el significado del tensor de curvatura es que si se consideran coordenadas normales {\displaystyle \scriptstyle \{x^{1},\dots ,x^{n}\}}centradas en un punto p en un entorno de dicho punto la métrica de toda variedad riemannina puede escribirse como:

{\displaystyle g_{ij}(x)=\delta _{ij}-{\frac {1}{3}}R_{iklj}x^{k}x^{l}+O(|x|^{3})}

Puede verse que si el tensor de Riemann se anula idénticamente entonces localmente la métrica se aproxima a la métrica euclidiana y la geometría localmente es euclidiana. En caso del que el tensor no sea nula, sus componentes dan una idea de cuanto se alejan la geometría de la variedad riemanniana de la geometría de un espacio euclidiano de la misma dimensión.

## Generalizaciones de las variedades de Riemann
- Variedad pseudoriemanniana, en las que se retira el requisito de que el tensor métrico dé lugar a una forma cuadrática definida positiva sobre cada punto en el espacio tangente, y se sustituye por el requisito más débil de que el tensor métrico sea sencillamente no degenerado. Toda variedad riemanniana es también una variedad pseudoriemanniana.
- Variedad de Finsler, en la que se elimina el requisito de existencia de un tensor métrico definido positivo, y se sustituye esa condición por el requisito más débil la existencia de una norma sobre el espacio vectorial tangente a cada punto. Toda variedad riemanniana es por tanto una variedad de Finsler.
- Variedad de Kähler es una variedad simpléctica en la que es posible definir estructuras análogas a las existentes en las variedades de Riemann. Además es variedad compleja, una variedad de Riemann, y una variedad simpléctica, con estas tres estructuras compatibles entre sí.